# Vicente de Santo Domingo
Vicente de Santo Domingo, nacido como Domingo de Zaldo, (Santo Domingo de la Calzada, La Rioja, España c. 1525-c. 1590) fue un fraile jerónimo español, pintor y primer educador de sordos.

## Biografía
Hijo de Catalina Sagredo y Juan de Zaldo, se inició a temprana edad en el mundo de la pintura con Juan Pillar, Andrés de Melgar, Luis Medina, y Juan de Goyaz identificado como «pintor de San Benito». 
Ejerció como pintor en 1569 y 1570 donde pintó los cuadros  del claustro y retablos del monasterio de la Estrella, cerca de Nájera, y del Monasterio de Santa Catalina en Talavera de la Reina. Dicha obra no se conserva.

## Monje
Ingresó en la orden de los jerónimos, en el Monasterio de Nuestra Señora de la Estrella en 1552 donde moriría hacia 1590. 
Siendo educador de niños sordos, educó al niño sordomudo y futuro pintor Juan Fernández Navarrete autor del conocido auto retrato «Mudo».